# Titularerzbistum Athenae
Athenae war ein Titularerzbistum der römisch-katholischen Kirche.
Es geht zurück auf einen früheren Bischofssitz in der heutigen griechischen Hauptstadt Athen, die in der Antike zur römischen Provinz Achaea gehörte.
| Titularerzbischöfe von Athenae |                                   | |                    |                    |
| Nr.                            | Name                              | Amt | von                | bis                |
| 1                              | Bernardo da Cherio, O.F.M.        | | 29. Mai 1517       |                    |
| 2                              | Jean de Barton                    | | 24. Januar 1530    |                    |
| 3                              | Alexander Gordon                  | | 4. September 1551  | 1558               |
| 4                              | Attilio Amalteo                   | Apostolischer Nuntius in Deutschland | 14. August 1606    | 25. Mai 1633       |
| 5                              | Gaspare Mattei                    | Apostolischer Nuntius in der Habsburgermonarchie | 5. September 1639  | 13. Juli 1643      |
| 6                              | Nicolò Guidi di Bagno             | Apostolischer Nuntius im Königreich Frankreich | 15. März 1644      | 28. Mai 1657       |
| 7                              | Giacomo Altoviti                  | | 29. Juli 1658      | 18. April 1667     |
| 8                              | Carlo de’ Vecchi                  | Altbischof von Chiusi (Großherzogtum Toskana) | 27. April 1667     | 13. März 1673      |
| 9                              | Francesco Boccapaduli             | Altbischof von Città di Castello, Apostolischer Nuntius in der Schweiz (Kirchenstaat)                                                                                      | 15. Juli 1675      | 23. November 1680  |
| 10                             | Marcello d’Aste                   | 18. Januar 1692 – 3. September 1695 Apostolischer Nuntius in der Schweiz, 3. September 1695 – 30. Juni 1698 Sekretär der Kongregation für die Bischöfe und die Ordensleute | 10. Dezember 1691  | 3. Februar 1700    |
| 11                             | Filippo Antonio Gualterio         | Vize-Legat in Avignon | 30. März 1700      | 21. November 1701  |
| 12                             | Giuseppe Vallemani                | | 5. Dezember 1701   | 28. November 1707  |
| 13                             | Pier Marcellino Corradini         | Auditor und Kanonist der Apostolischen Pönitentiarie | 7. November 1707   | 21. November 1712  |
| 14                             | Silvius de Cavalieri              | | 5. Oktober 1712    | 11. Januar 1717    |
| 15                             | Bartolomeo Massei                 | Dekan der Kleriker der Apostolischen Kammer | 3. Februar 1721    | 8. Januar 1731     |
| 16                             | Nicola Saverio Albini             | | 8. Januar 1731     | 11. April 1740     |
| 17                             | Ludovico Merlini                  | | 27. Oktober 1740   | 12. November 1762  |
| 18                             | Giovanni Carlo Boschi             | Präfekt der Präfektur des Päpstlichen Hauses | 22. September 1760 | 21. Juli 1766      |
| 19                             | Ignazio Reali                     | | 26. September 1766 | 8. Dezember 1767   |
| 20                             | Giuseppe Maria Contesini          | | 25. Januar 1768    | 28. Februar 1785   |
| 21                             | Julius Caesar Zollio              | Apostolischer Nuntius in München | 27. Juni 1785      | 13. April 1795     |
| 22                             | Camillo Campanelli                | | 27. Juni 1796      | 23. September 1805 |
| 23                             | Giovanni Francesco Guerrieri      | Kurienerzbischof | 16. März 1808      | 27. September 1819 |
| 24                             | Giovanni Francesco Falzacappa     | Kurienerzbischof | 27. September 1819 | 10. März 1823      |
| 25                             | Francesco Tiberi                  | Apostolischer Nuntius im Königreich Spanien | 2. Oktober 1826    | 2. Juli 1832       |
| 26                             | Ludovico Tevoli                   | Sekretär der Kongregation für Ablässe und die heiligen Reliquien, Apostolischer Almosenier                                                                                 | 17. Dezember 1832  | 17. Oktober 1856   |
| 27                             | Mariano Falcinelli Antoniacci OSB | Apostolischer Internuntius in Brasilien | 21. Dezember 1857  | 22. Dezember 1873  |